# Локалита Риволта Пера (Асколи Пичено)
Локалита Риволта Пера (итал. Località Rivolta Pera) насеље је у Италији у округу Асколи Пичено, региону Марке.
Према процени из 2011. у насељу је живело 87 становника. Насеље се налази на надморској висини од 412 м.